# Bobitz
Bobitz är en kommun i Landkreis Nordwestmecklenburg i det tyska förbundslandet Mecklenburg-Vorpommern. Bobitz har omkring 2 500  invånare. Kyrkan i Beidendorf i Bobitz har anor från 1200-talet.
Kommunen ingår i kommunalförbundet Amt Dorf Mecklenburg-Bad Kleinen tillsammans med kommunerna Bad Kleinen, Barnekow, Groß Stieten, Dorf Mecklenburg, Hohen Viecheln, Lübow, Metelsdorf och Ventschow.